# قلعة مكاور
قلعة مكاور (ب[Machaerus] خطأ: {{اللغة-؟؟}}: رومنة لخط لاتيني (مساعدة)) (Μαχαιροῦς, من (بالإغريقية: μάχαιρα); (بالعبرية: מכוור‏); قلعة حشمونية تقع في الأردن على بعد 32 كم جنوب غرب مدينة مادبا بالقرب من قرية مكاور في لواء ذيبان. تم بناء القلعة على يد القائد الحشموني الاسكندر جانيوس, ودُمرت على يد الرومان بعد حوالي 33 عامًا من ذلك. بعدها قام الملك هيرودس بإعادة بناءها لتكون حصنًا أمام هجمات مملكة الأنباط. تتربع القلعة على قمة جبل مرتفع يبلغ ارتفاعه أكثر من 730 مترًا عن سطح البحر.

## الموقع
تقع قرية مكاور على بعد 35 كم إلى الجنوب الغربي من مدينة مادبا وعلى بعد 70 كم من العاصمة عمان، وهي محاطة بالأودية والكهوف وتقع بين وادي زرقاء ماعين، ووادي الهيدان وتشرف على البحر الميت وعلى الضفة الغربية.
أما جبل مكاور فيقع ضمن منطقة قضاء العريض في لواء ذيبان على قمة جبل مخروطي الشكل أطلق عليه الساميون اسم مكاور وذلك لاستدارته، واليونان قاربوا بين هذا الاسم وبين كلمة يونانية تشبهه لفظا وهي مكايروس ومعناها السيف وفي الفترة البيزنطية عرفت مكاور باسم ماكابيروس ومنها لفظة مكاور العربية، إما قرية مكاور ذاتها فهي مبنية على أنقاض الموقع الأثري حيث تحتوي على العديد من الكنائس البيزنطية ومن أهمها كنيسة ملاخيوس والتي تقع ضمن البيوت التراثية المنتشرة في القرية.

## تاريخ
وفقاً للروايات التاريخية، فقد بنيت قلعة مكاور عام 90 قبل الميلاد على يد القائد الحشموني الاسكندر جانيوس لتكون مركزًا لمقاومة الرومان، إلا ان الرومان استولوا عليها عام 57 قبل الميلاد ودُمرت على يد القائد الروماني «بومبي». لكن هيرودس الكبير أعاد السيطرة على القلعة خلال الفترة 25- 13 قبل الميلاد وأعاد بنائها وبنى عليها سور ضخم يحيط بها من جميع الاتجاهات، وبعد ذلك آلت القلعة إلى ابنه هيرودوس انتيباس الذي تسلم مقاليد الحكم، ثم دخلتها الجيوش الرومانية بقيادة لوسيوس باسوس في عام 71 ميلادية، إلا انه لم يتبق منها إلا بعض الآثار مثل بقايا القصر والأبراج والأقنية والساحات والبرك والأعمدة.
وبقدر أهمية القلعة التاريخية والاثريه فأن اهميتها الدينية أكبر شأنا إذ تشير بعض المصادر الدينية أن النبي يحيى (يوحنا المعمدان في المصادر المسيحية) قد سُجن في القلعة، وفيها قام الملك هيرودوس بقطع رأسه، وتدعي أكثر النسخ موثوقية من الأربع المتاحة أن رأسه نقل إلى دمشق حيث دفن في موضع ضمن الجامع الأموي، كما تؤكد العديد من الروايات التارخية والدينية أن النبي يحيى كان يقيم في منطقة بيت عنيا على الجانب الشرقي من نهر الأردن ضمن منطقة لواء الشونة الجنوبية في وادي الخرار. أهمية أخرى لهذه القلعة تكمن في موقعها الاستراتيجي على خط مباشر مقابل القدس, مما ساعد في حماية المدينة وتعزيز قدرة التحذير المبكر من التهديدات المتحملة. كان يتم استخدام النيران ليلًا والدخان نهارًا كوسيلة للإشارة والتنبيه.

## التصميم
يقدم جوزيفوس وصفًا كامل لقلعة مكاور في كتاب "الحرب اليهودية" (7.6.1 وما يليه). إن قمة التل، التي ترتفع حوالي 1100 متر فوق مستوى سطح البحر الميت، محاطة من جميع الجوانب بوديان عميقة توفر قوة طبيعية عظيمة. يمتد الوادي في الغرب 60 استاديا إلى البحر الميت (يشير إليه جوزيفوس باسم بحيرة الأسفلت). ينحدر الوادي في الشرق إلى عمق 100 ذراع (150 قدم).
كان هيرودس الكبير يعتبر المكان يستحق أقوى التحصينات، وخاصة بسبب قربه من شبه الجزيرة العربية. على قمة الجبل، يحيط بالقمة، بنى جدار كحصن يبلغ طوله 100 متر وعرضه 60 مترًا مع ثلاثة أبراج زاوية، يبلغ ارتفاع كل منها ستين ذراعًا (90 قدمًا). تم بناء القصر في وسط المنطقة المحصنة. تم توفير العديد من الخزانات الأرضية لجمع مياه الأمطار.
تعتبر الساحة الملكية واحدة من أقرب وأفضل التوازيات الأثرية الموجودة لساحة جباثا الهيرودية في محكمة القدس، حيث حاكم بيلاطس البنطي يسوع الناصري.[12]

## الزيارات الرحالة
زار القلعة العديد من الرحالة والمستشرقين، منهم الرحالة الألماني زيتسن عام 1807 م، والرحالة تراسترام عام 1872م، وكذلك زارها الرحالة ايبل عام 1909 ووصف أثار الموقع، وزارها البابا يوحنا بولس الثاني عام 2000م واعتبرت منذ ذلك التاريخ أحد مواقع الحج المسيحي الخمسة في الأردن.
ومن أجل كشف آثار الموقع، قام فريق اثري مشترك من معهد الآباء الفرنسيسكان ودائرة الاثار العامة بإجراء العديد من الحفريات في الموقع كان أولها في عام 1978 م وذلك من أجل الكشف عن البقايا الأثرية في الموقع.

## معرض صور

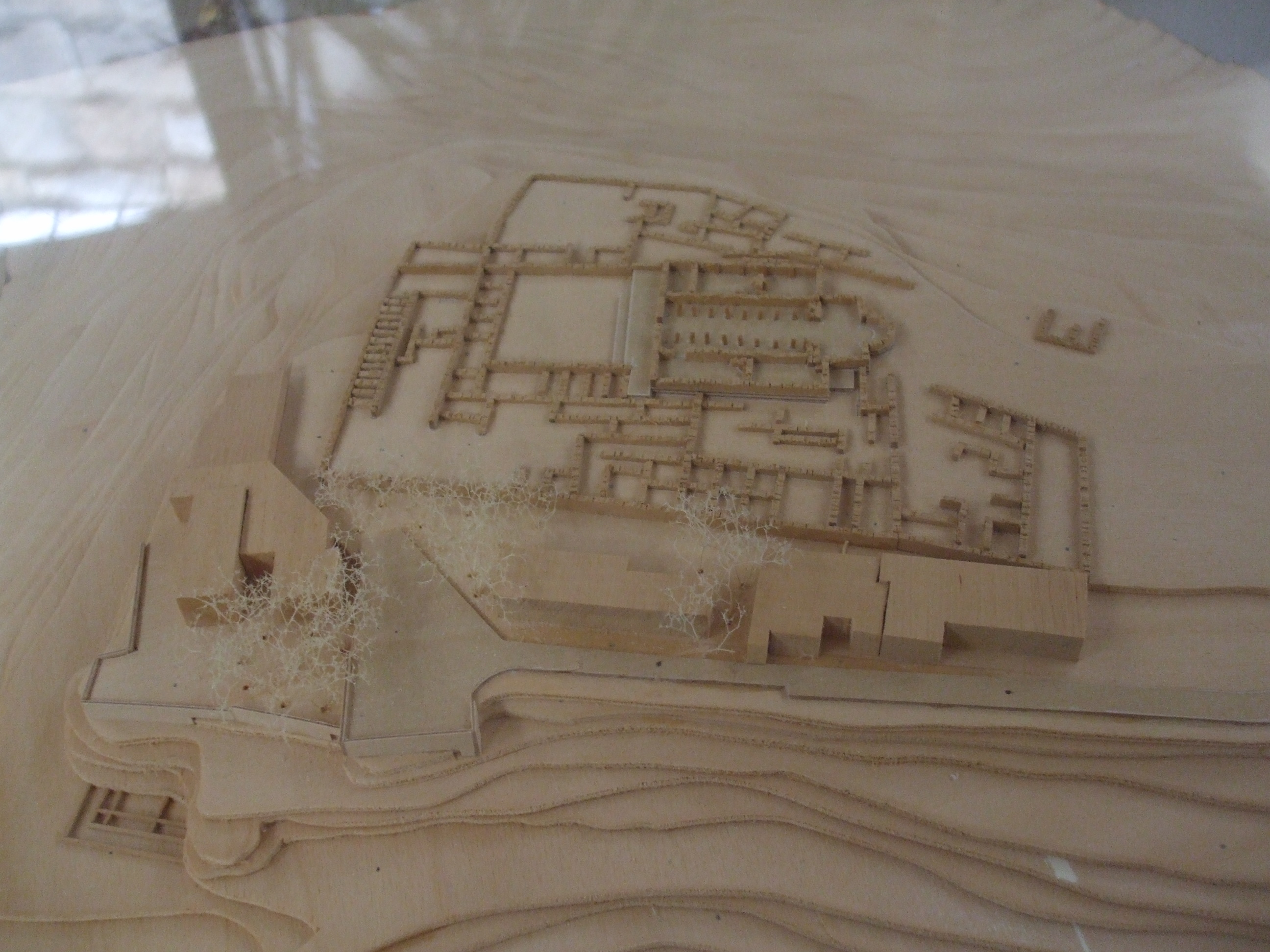
مُجسَّم لقلعة مكاور.
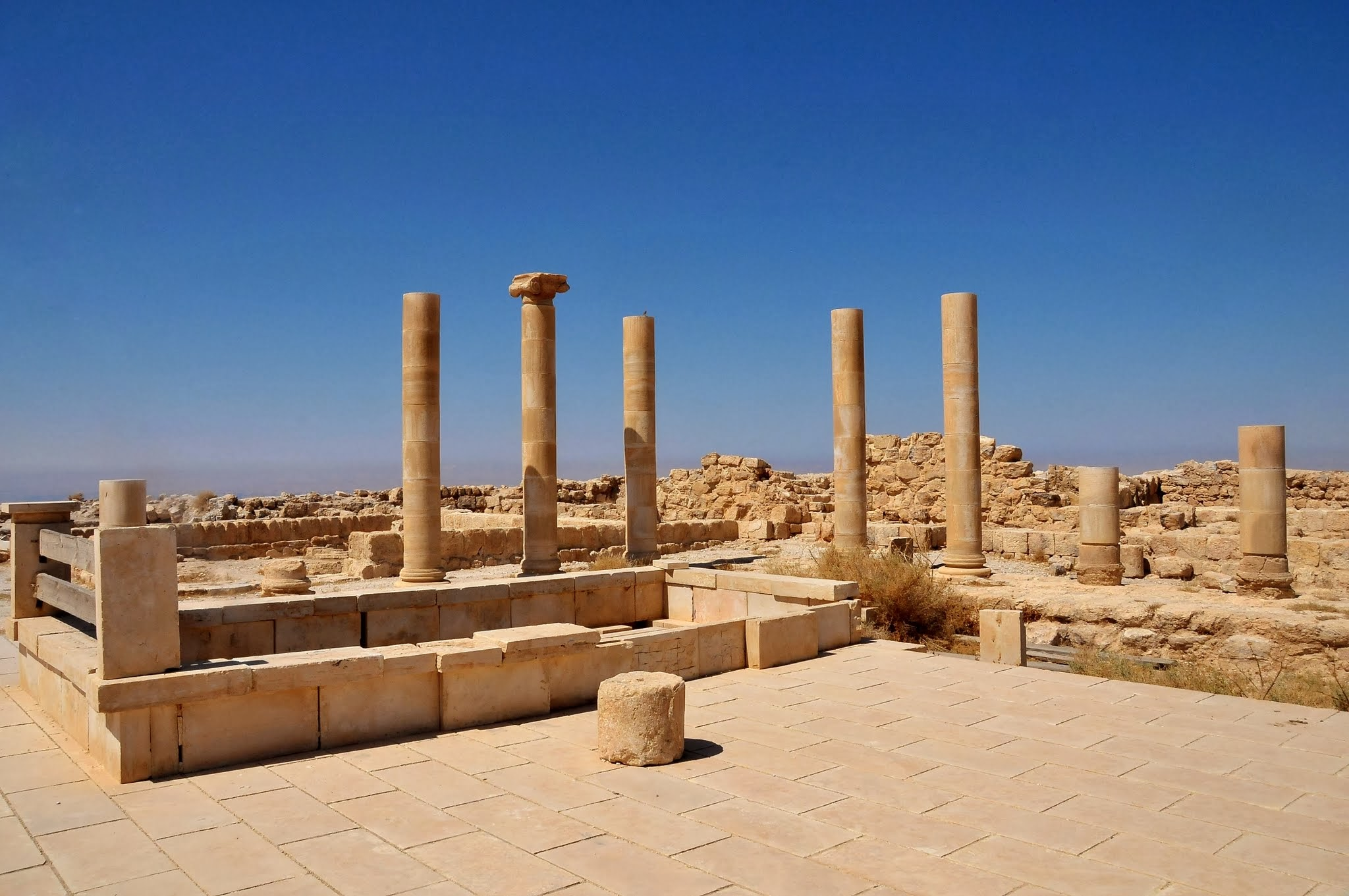
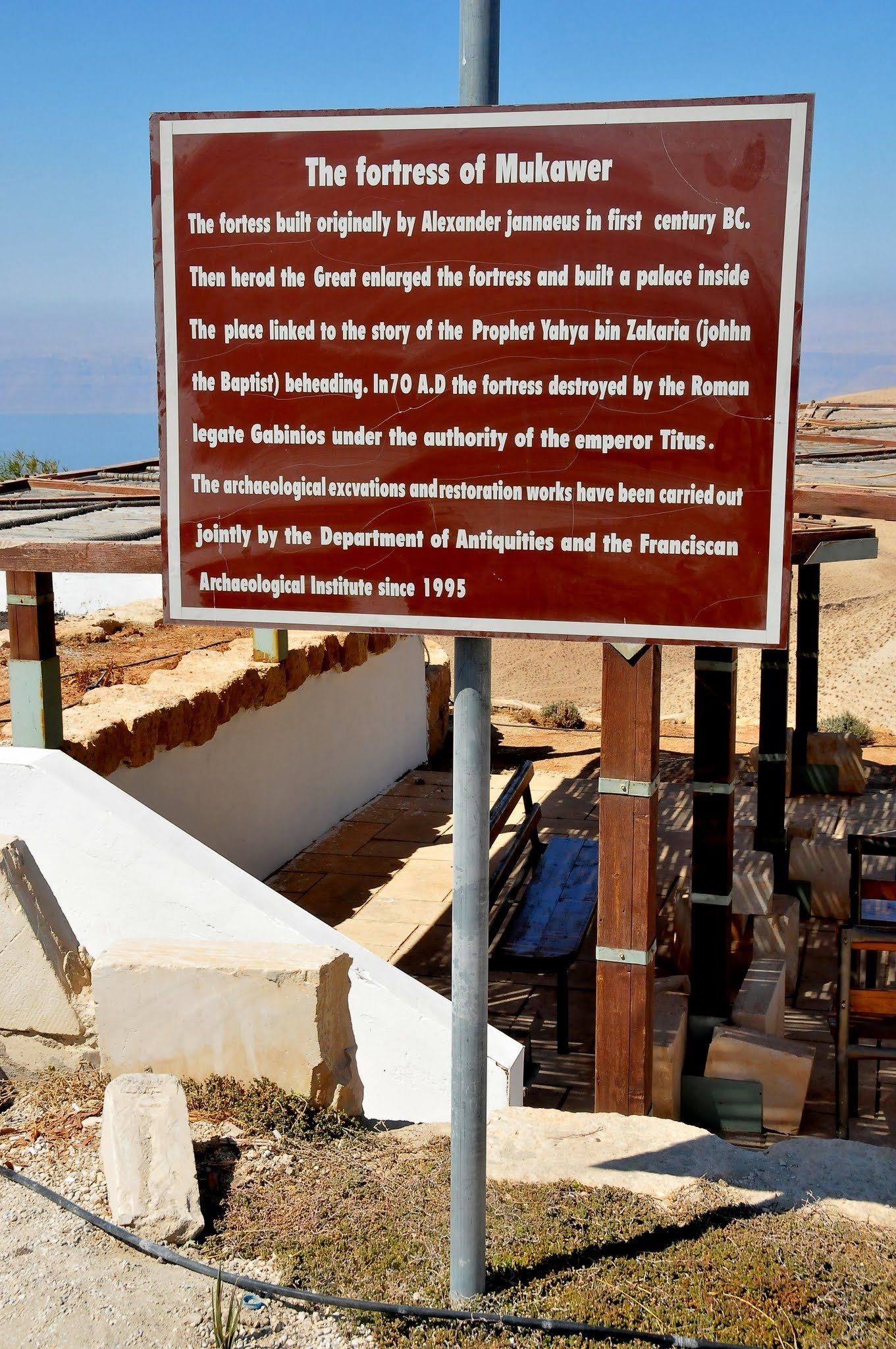
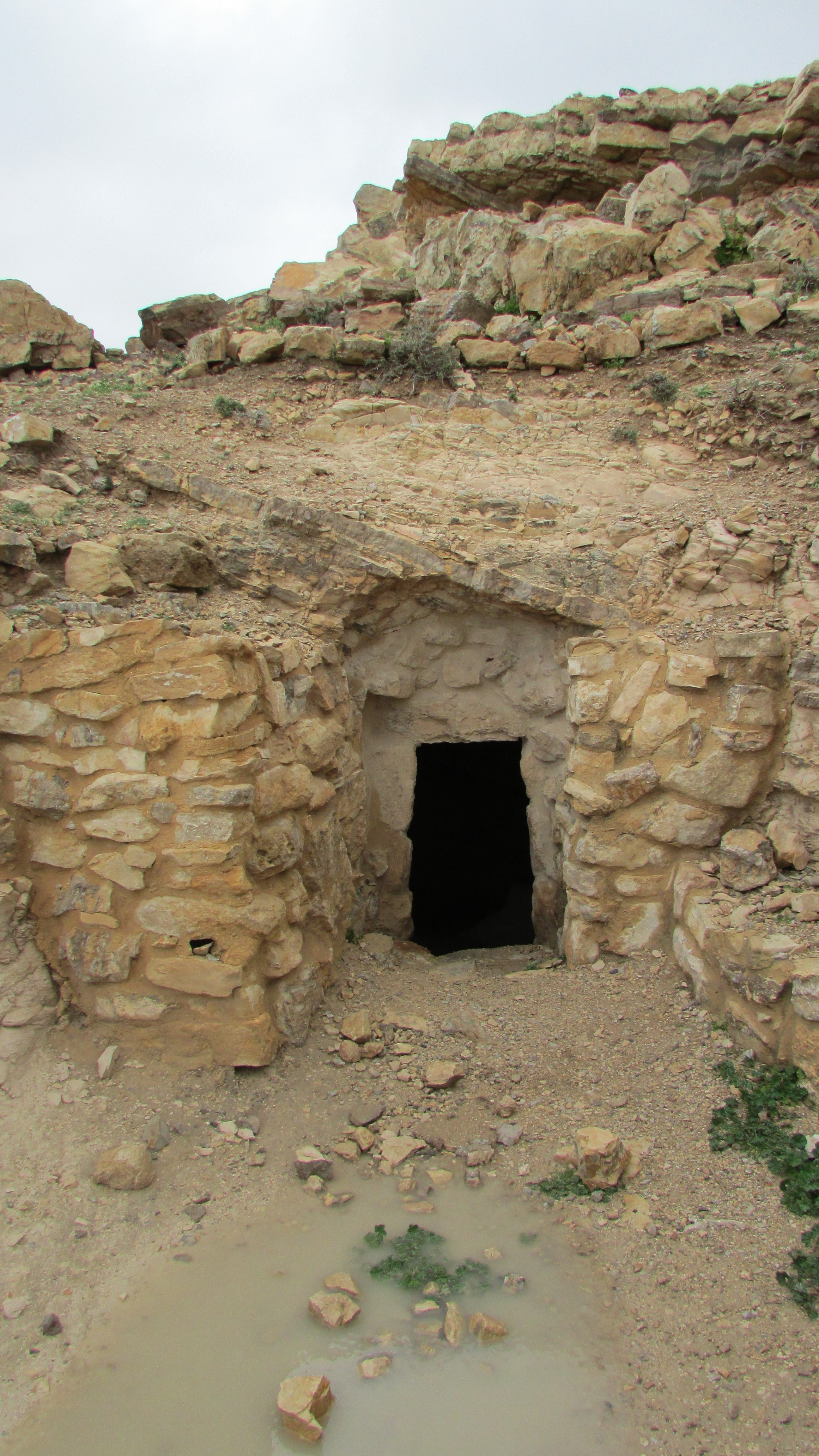
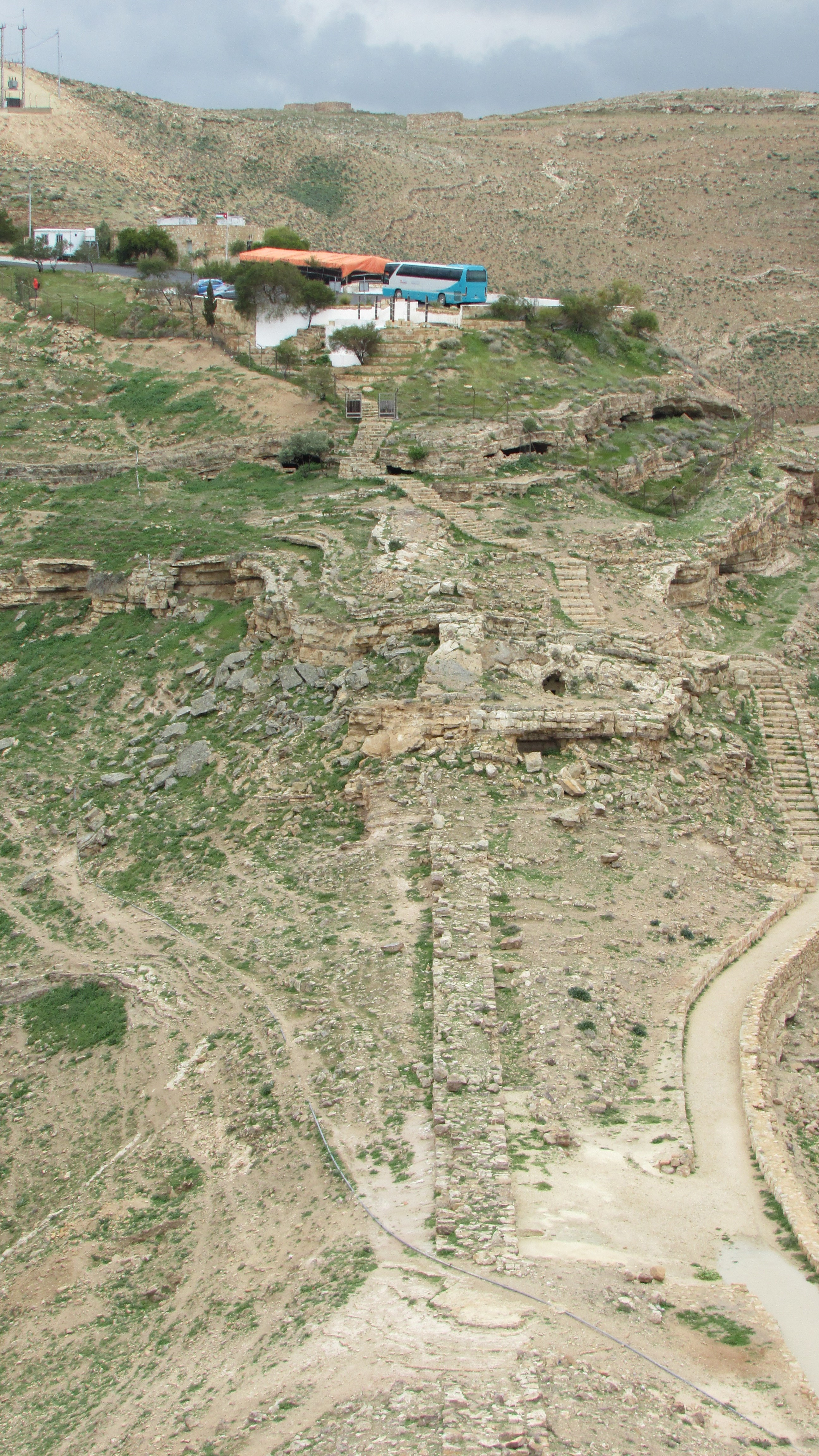
مركز الزوار
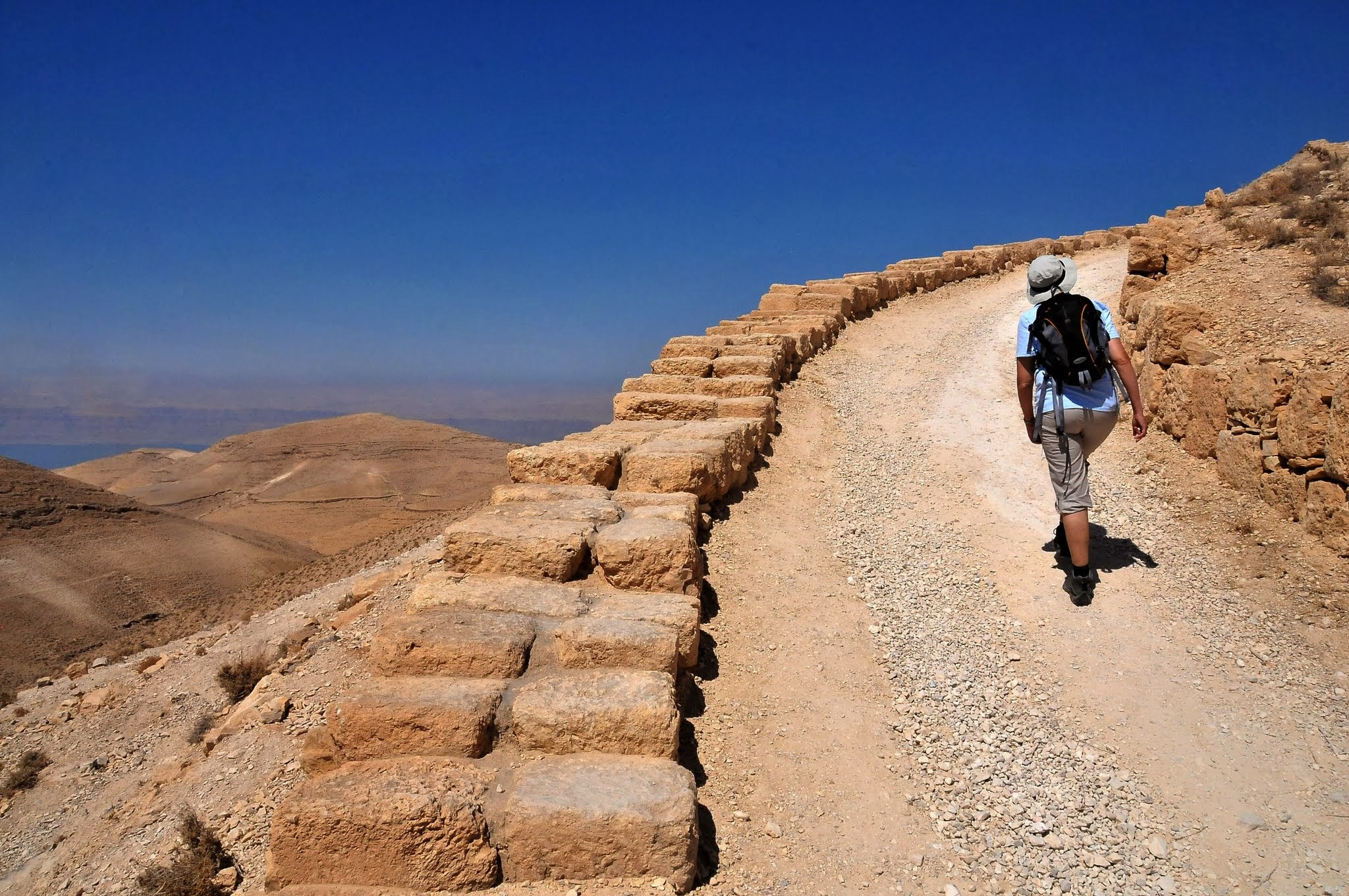
طريق الصعود إلى القلعة
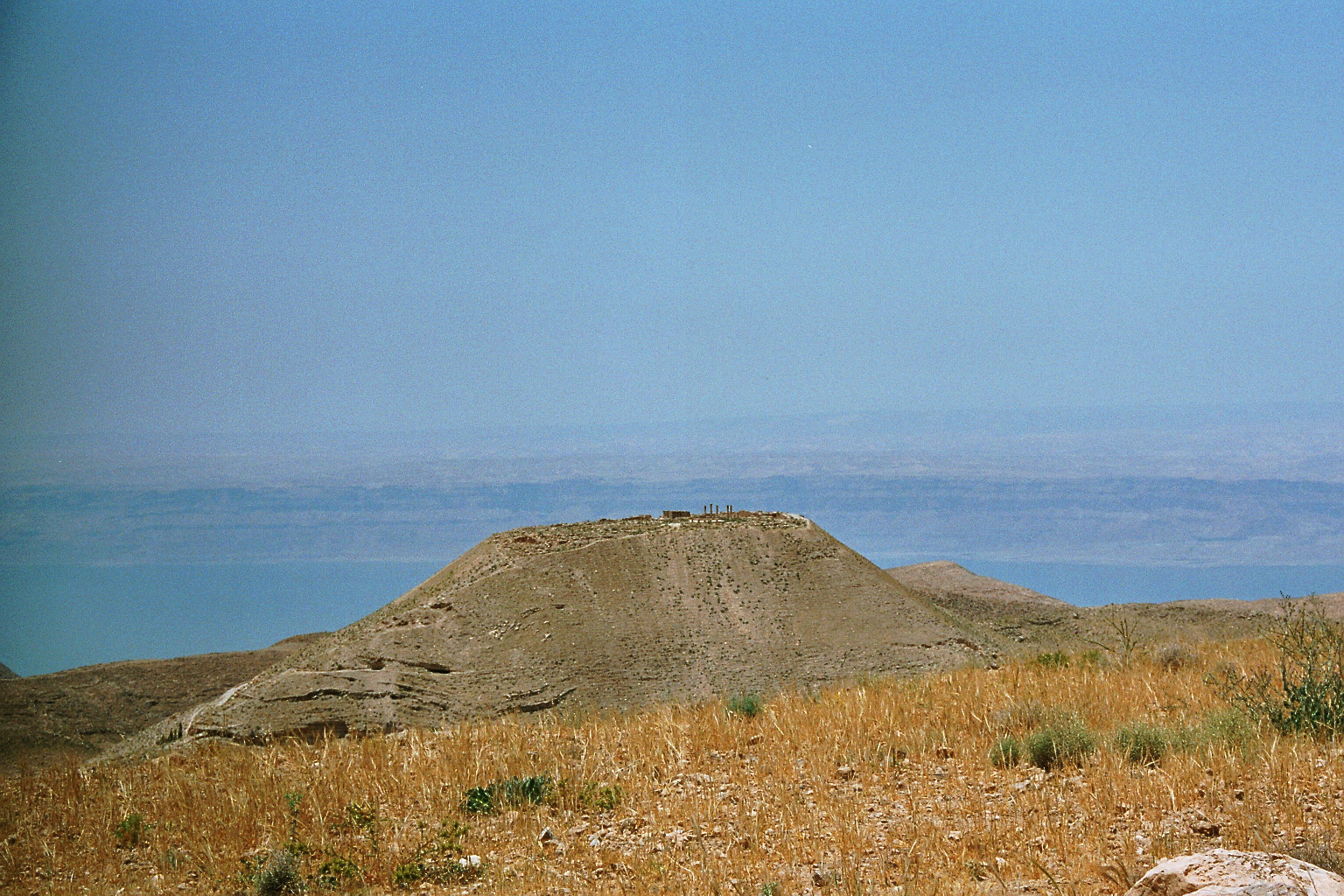
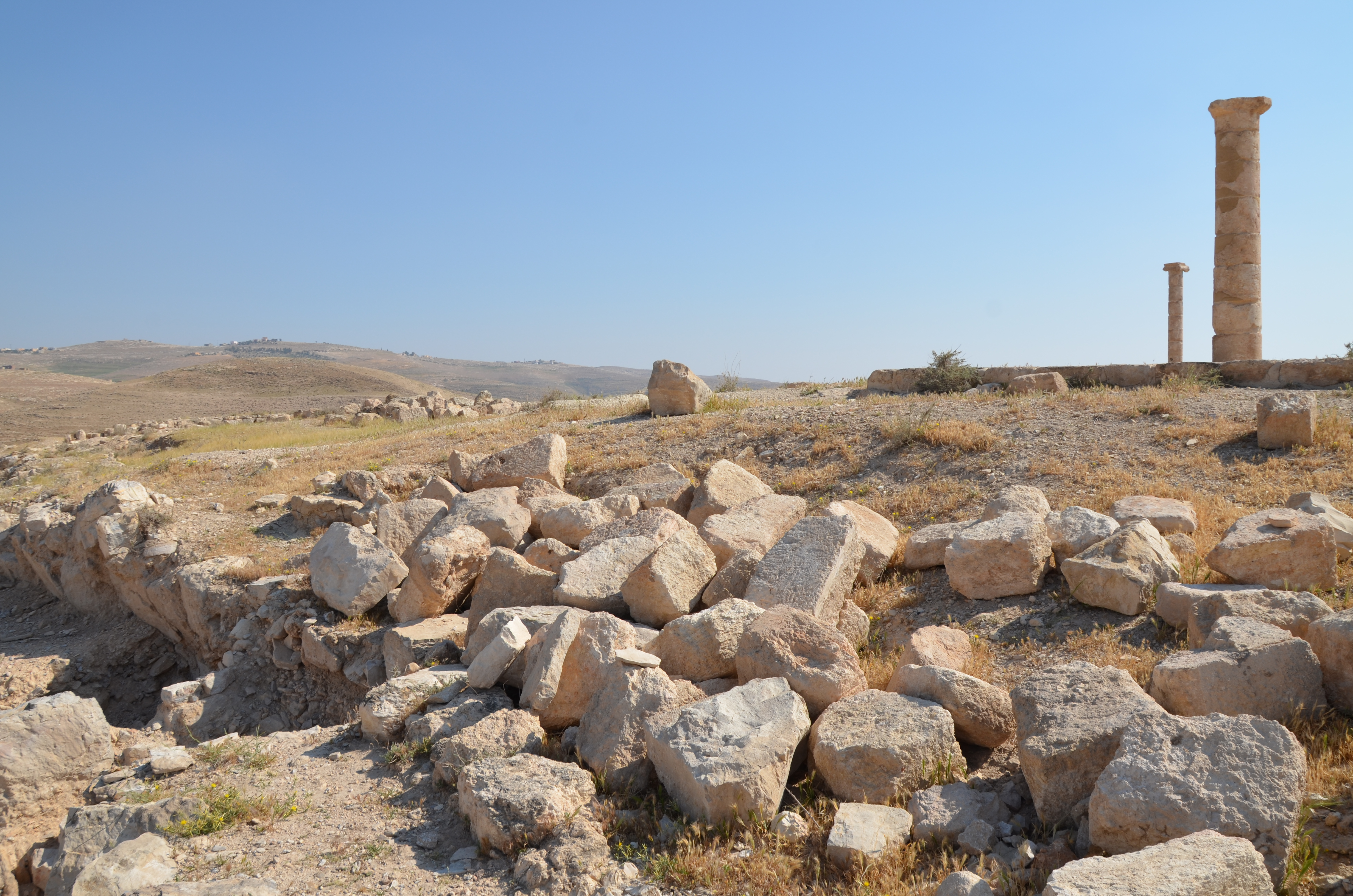
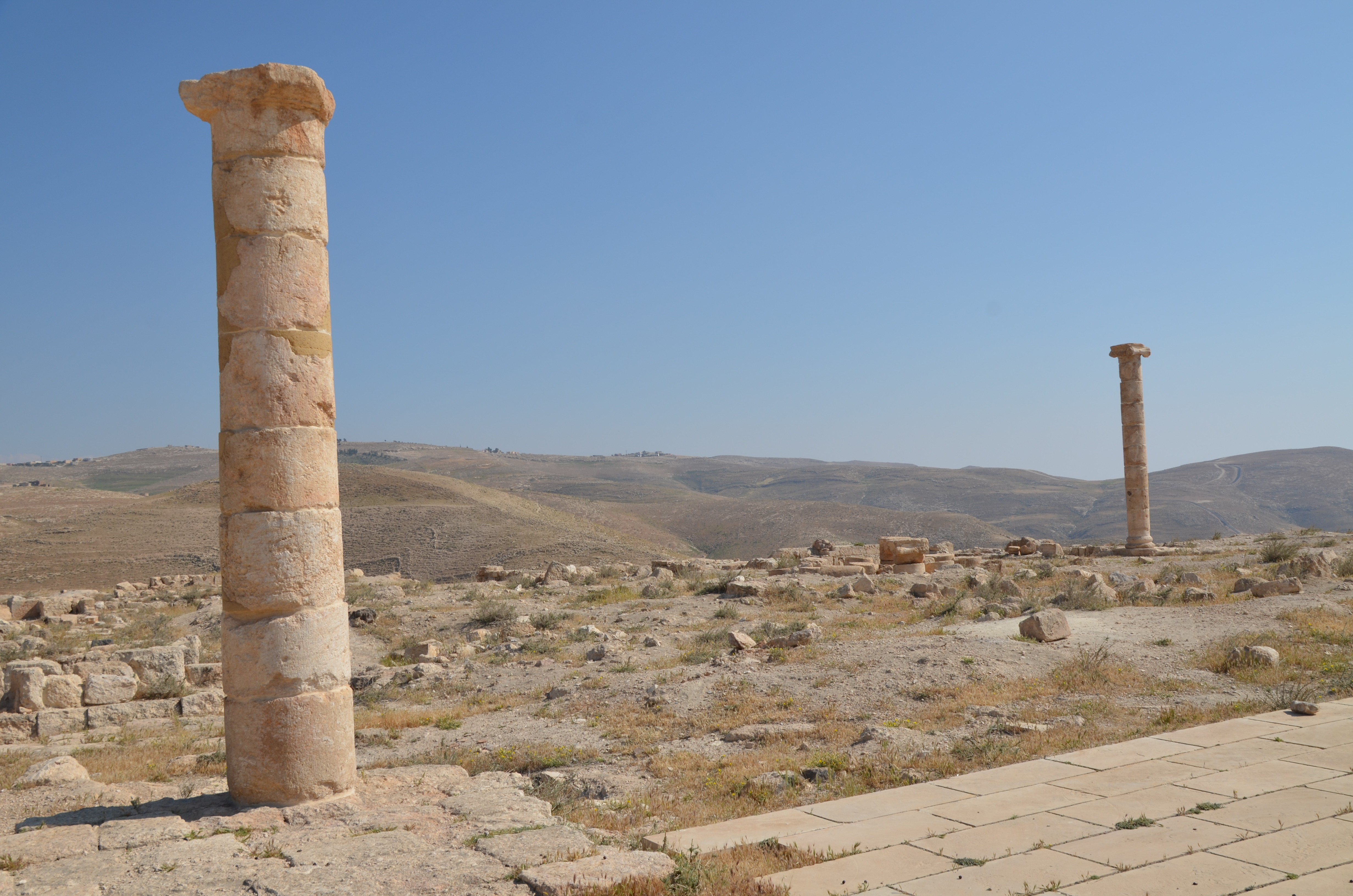
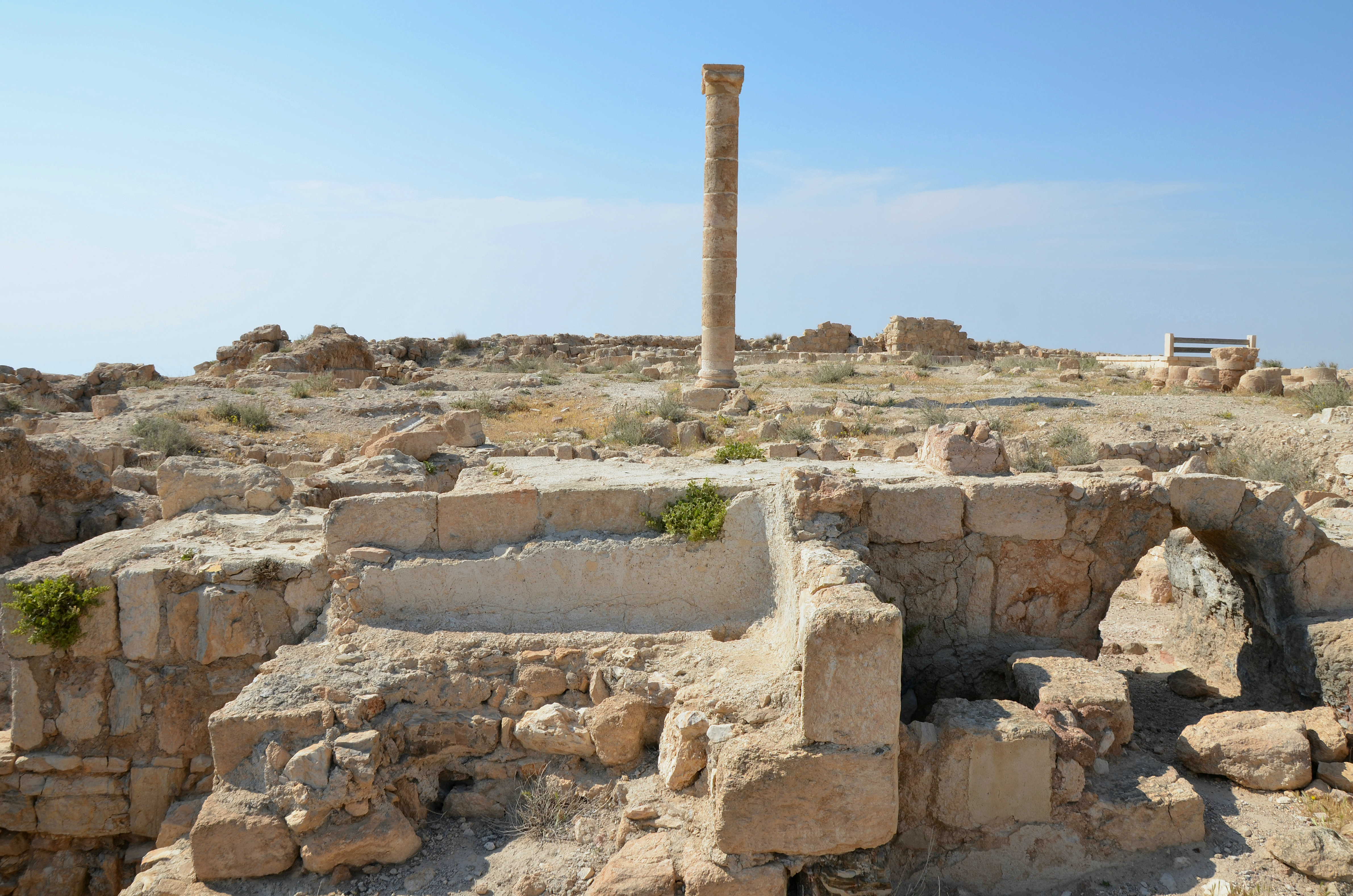
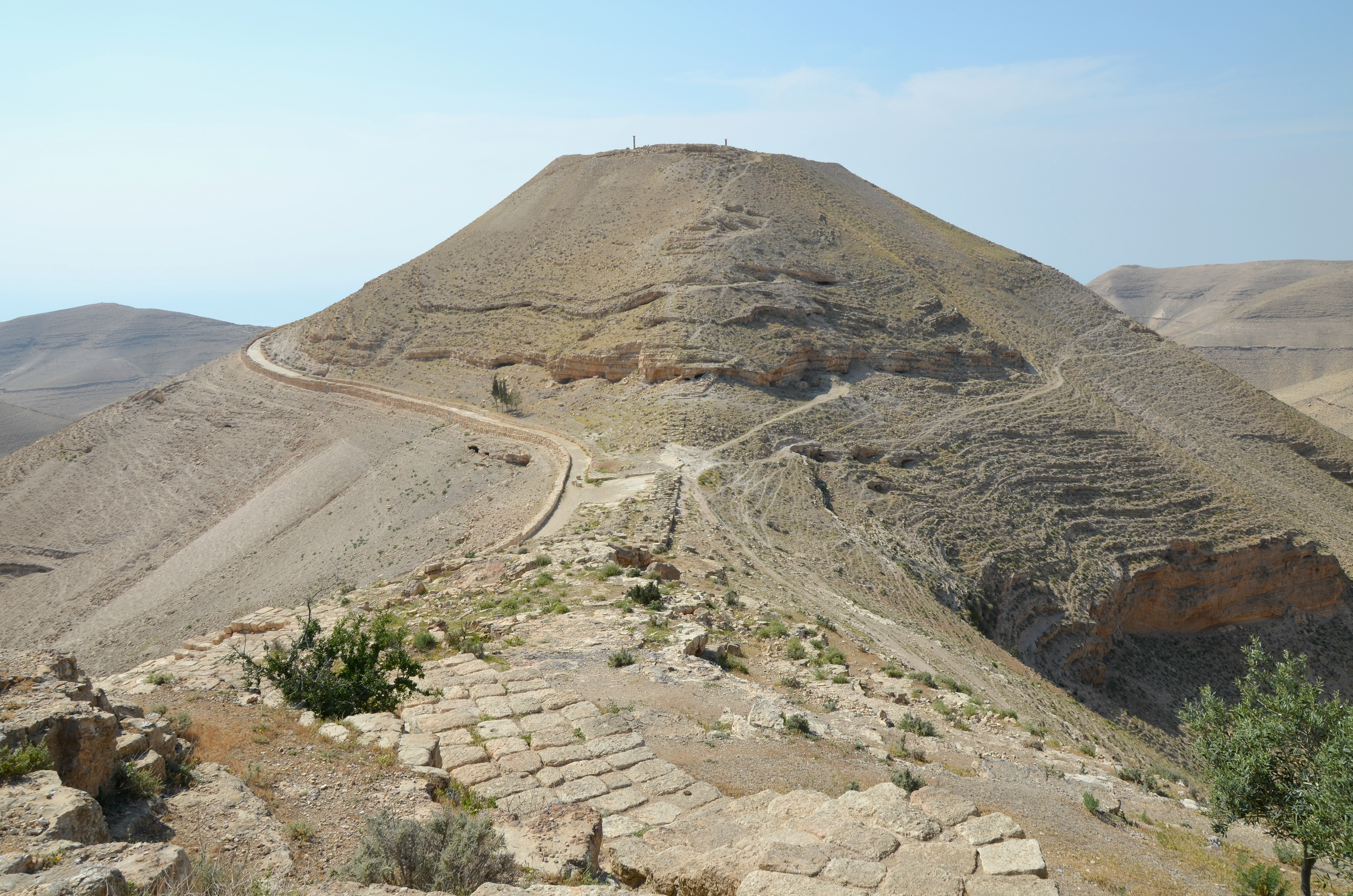
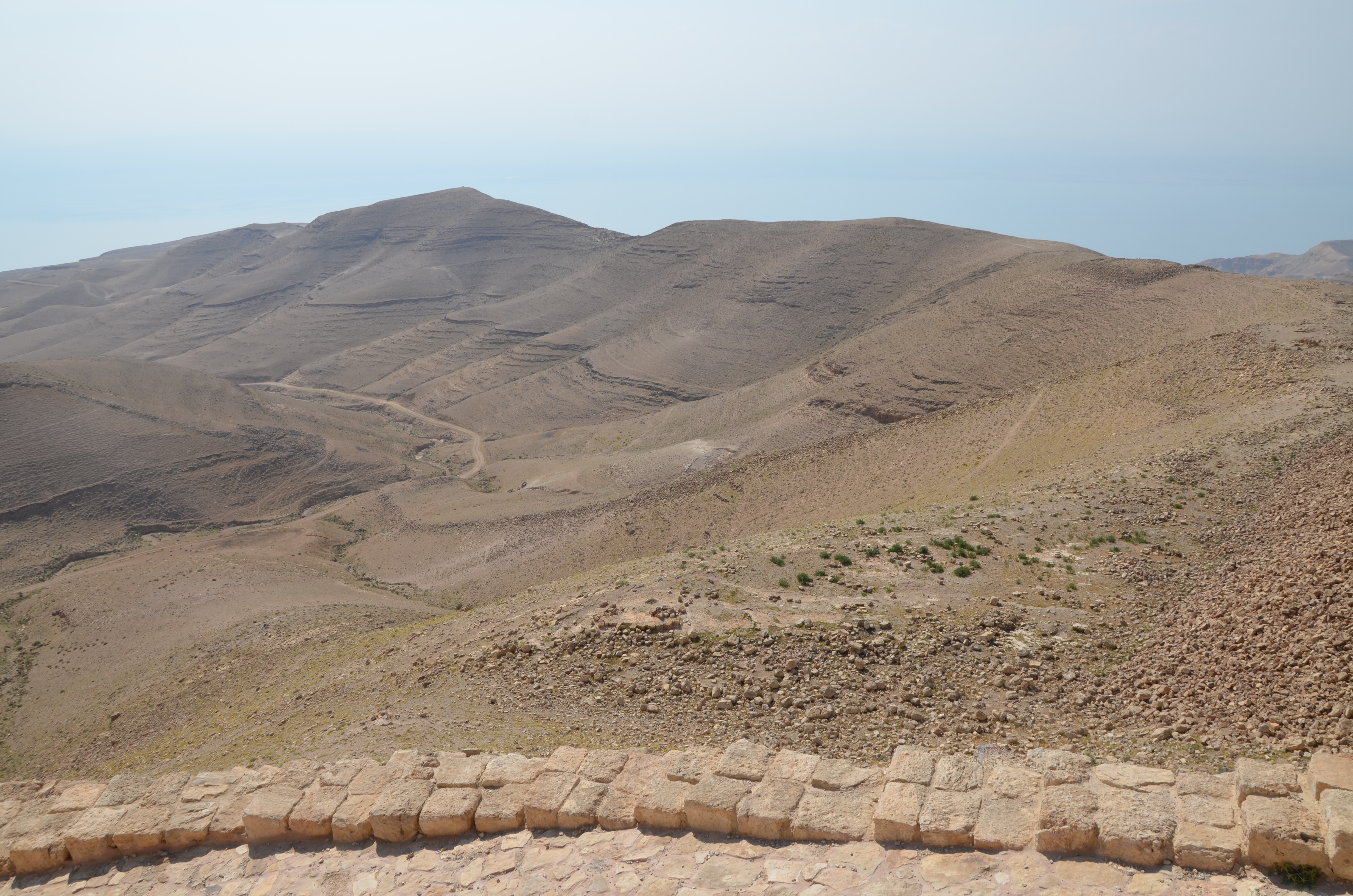